# Русь (авиакомпания)
ЗАО «Авиационная транспортная компания «Русь» — бывшая российская авиакомпания, базировавшаяся в аэропорту Внуково. После катастрофы Ил-76 под Москвой у компании была отозвана лицензия.

## История
Авиакомпания «Русь» была основана в 1999 году, и 1 ноября получила сертификат эксплуатанта. Началась эксплуатация самолётов Ил-76, вскоре были также закуплены Ту-154 и Ту-134. Авиакомпания совершала только грузовые рейсы. 

## Прекращение деятельности
14 июля 2001 года в сложных метеоусловиях самолёт ИЛ-76 авиакомпании «Русь» потерпел крушение сразу после взлёта в Московской области. В ходе расследования катастрофы было выявлено большое количество нарушений в организации летной работы и поддержании летной годности воздушных судов в ЗАО «Авиационная транспортная компания «Русь», ЗАО «Авиационная транспортная компания «Атрувера», а также в организации обеспечения полетов в аэропорту Чкаловский. За допущенные нарушения сертификат эксплуатанта ЗАО «Авиационная транспортная компания «Русь» был аннулирован, действие сертификата соответствия аэропорта Чкаловский приостановлено.

## Происшествия и катастрофы
- 14 июля 2001 года самолёт ИЛ-76ТД авиакомпании «Русь» выполнял грузовой рейс 9633 по маршруту Москва — Норильск —Братск — Тайюань, но при взлёте из аэропорта Чкаловский упал в лес, разрушился и полностью сгорел[3][4][2].